# Apechoneura
Apechoneura is een geslacht van insecten uit de orde vliesvleugeligen (Hymenoptera) en de familie Ichneumonidae.

## Soorten
- A. arida Gauld, 2000
- A. atlantica Gauld, 2000
- A. aureata Gauld, 2000
- A. brevicauda Kriechbaumer, 1890
- A. brevita Gauld, 2000
- A. carinifrons (Cameron, 1886)
- A. compacta Gauld, 2000
- A. longicauda Kriechbaumer, 1890
- A. maculata (Viereck, 1920)
- A. mariae Gauld, 2000
- A. minor Morley, 1913
- A. nigricornis Mocsary, 1905
- A. nigritarsis (Cameron, 1886)
- A. paraguayensis Schrottky, 1911
- A. pelucida Gauld, 2000
- A. pictiventris Mocsary, 1905
- A. rufata Mocsary, 1905
- A. salablancae Gauld, 2000
- A. selvata Gauld, 2000
- A. semilunata Mocsary, 1905
- A. terminalis (Brulle, 1846)
- A. tricoloripes (Mocsary, 1905)
- A. valerieae Gauld, 2000
- A. vieja Gauld, 2000